# Патріотичний акт
«Патріотичний акт» (англ. USA PATRIOT Act; повне найменування: Uniting and Strengthening America by Providing Appropriate Tools Required to Intercept and Obstruct Terrorism Act of 2001, «Акт „Про згуртування і зміцнення Америки шляхом забезпечення належними засобами, необхідними для припинення та перешкоджання тероризму“ 2001 р.») — федеральний закон, ухвалений у США в жовтні 2001 року, який дає уряду і поліції широкі повноваження з нагляду за громадянами. Прийнятий після терористичного акту 11 вересня 2001 року. Закон, зокрема, розширив права ФБР з підслуховування й електронного стеження, що багатьма розцінювалось як порушення четвертої поправки до конституції США.
24 жовтня законопроєкт затвердила Палата представників Конгресу 357 голосами проти 66, Сенат США прийняв законопроєкт 98 голосами при одному голосі проти. 26 жовтня президент Джордж Буш підписав закон. Термін дії цього закону кілька разів продовжували.
Сенат США 94 голосами проти двох 20 березня 2007 р. проголосував за позбавлення американської адміністрації необмеженого права знімати й призначати прокурорів, наданого Білому дому Патріотичним актом, який був ухвалений у вересні 2001 року.
Як повідомляє газета ЦК Комуністичної Партії Китаю «Женьмінь жибао» (13.06.2013 р.) спецслужби США стежать за користувачами інтернету і телефонної мережі, контроль здійснюється шляхом надання їм інформації найбільшими мережевими гігантами й сервіс-провайдерами стільникового зв'язку. У відповідь на публічне розголошення інформації про секретну операцію «Призма» — планів спецслужб щодо стеження за громадянами, президент США Барак Обама назвав критику на її адресу «спекуляцією» і відмовився просити вибачення за прослушку, заявивши, що вона «того варта». Він закликав громадськість зрозуміти, що «безпека й особиста інформація не можуть бути відокремлені один від одного на 100 %, кожен повинен це розуміти».

## Порівняння американського Патріотичного акта з законами України
В Україні прослушка і читання особистої переписки можливі лише з дозволу суду, лише якщо є достатні підстави для цього (статті 9, 31 Конституції України) в разі порушення це кримінальний злочин по 163-й статті Кримінального Кодексу України

## Скасування Патріотичного акта
З 2015 року замість «Патріотичного акта» почав діяти: «Акт про свободу США», що забороняє Агентству національної безпеки (АНБ) прослуховування розмов, а також вести електронне стеження, і збирати інформацію про громадян США. Тепер стеження можливе лише через суд

### Офіційні тексти
- «The USA PATRIOT Act: Preserving Life and Liberty» by the Department of Justice
- «The USA PATRIOT Act» the full text 2005 renewal
- H.R. 3199, Bill Summary and Status [Архівовано 3 лютого 2016 у Wayback Machine.]
- Section-by-section summary by Senator Patrick Leahy

### Огляди
- Перерваний Патріотичний акт. Сенат забирає у Білого дому право призначати прокурорів / Газета «Коммерсант» № 45 від 21.03.2007, стор. 10
- «Патріотичний акт»: юридичний аналіз
- Перерваний Патріотичний акт
- ФБР порушило Патріотичний акт
- «Патріотичний акт» проти конституційних прав американців
- «Фрідом Хаус» про «патріотичний акт»
- У США втратив чинність Патріотичний акт 1 червня 2015